# Destiny (álbum de Gloria Estefan)
Destiny es el séptimo álbum de estudio en inglés de la cantante estadounidense Gloria Estefan, publicado el 30 de mayo de 1996 por la compañía discográfica Epic Records. Se vendieron 1,6 millones de copias en todo el mundo en su primer mes de lanzamiento.
En términos de composición musical, Destiny varía levemente de sus predecesores, al incorporar influencias de música cubana y percusión latina, estilos que la artista había experimentado previamente en su álbum en español Mi Tierra (1993). Del mismo modo, predominan las baladas y canciones suaves, incluyendo solo un par de canciones bailables.

## Información General
La mayoría de las canciones fueron escritas por la cantante, en colaboración con letristas de alto prestigio, entre ellos Diane Warren, Kike Santander, y su marido Emilio Estefan, quien además estuvo a cargo de la producción ejecutiva del álbum. Musicalmente, Destiny fue producido, en su mayoría, por Lawrence Dermer, Emilio Estefan y Clay Ostland, quienes produjeron todos los discos previos de la cantante.
Luego de su publicación, el álbum recibió comentarios variados de parte de los críticos de música contemporánea. Al respecto, medios como AllMusic señalaron que "la voz de la cantante compensa el material blando contenido en el álbum".
Se editaron varios sencillos para promover el álbum. El primero, "Reach", tuvo notable éxito en el mundo, luego de que fue seleccionado como la canción oficial de los Juegos Olímpicos de Atlanta 1996.
La promoción del álbum también involucró el Evolution World Tour, la primera gira de conciertos en cinco años de la cantante, la cual visitó los cinco continentes.

## Listado de canciones
| N.º | Título                               | Escritor(es)                                                  | Productor(es)                                | Duración |  |
| 1.  | «Destiny»                            | Lawrence Dermer, Gloria Estefan, Emilio Estefan, Diane Warren | Lawrence Dermer                              | 5:11     |  |
| 2.  | «I'm Not Giving You Up»              | Gloria Estefan, Kike Santander                                | Kike Santander                               | 4:19     |  |
| 3.  | «Steal Your Heart»                   | Gloria Estefan, Kike Santander                                | Kike Santander                               |          |  |
| 4.  | «The Heart Never Learns»             | Jorge Casas, Lawrence Dermer                                  | Emilio Estefan, Jorge Casas, Lawrence Dermer |          |  |
| 5.  | «You'll Be Mine (Party Time)»        | Lawrence Dermer, Gloria Estefan, Clay Ostwald                 | Clay Ostwald, Lawrence Dermer                | 4:50     |  |
| 6.  | «Part of the Right Love»             | Gloria Estefan                                                | Clay Ostwald, Emilio Estefan                 |          |  |
| 7.  | «Show Me To the Way Back Your Heart» | Diane Warren                                                  | Lawrence Dermer                              |          |  |
| 8.  | «Along Came You (A Song For Emily)»  | Gloria Estefan                                                | Emilio Estefan, Jorge Casas                  |          |  |
| 9.  | «Higher»                             | Lawrence Dermer                                               | Lawrence Dermer                              | 3:49     |  |
| 10. | «I Know You Too Well»                | Gloria Estefan, Diane Warren                                  | Kike Santander                               |          |  |
| 11. | «Reach»                              | Gloria Estefan, Brian McKnight, Diane Warren                  | Lawrence Dermer                              |          |  |